# Arian Llugiqi
Arian Llugiqi (* 24. Oktober 2002 in Burghausen) ist ein kosovarisch-deutscher Fußballspieler.

## Karriere

### Verein
Nach seinen Anfängen in der Jugend von Wacker Burghausen wechselte er im Sommer 2020 in die Jugendabteilung des FC Ingolstadt 04. Für seinen Verein bestritt er bis zum Saisonabbruch in Folge der COVID-19-Pandemie vier Spiele in der A-Junioren-Bundesliga, bei denen ihm vier Tore gelangen. Im Sommer 2021 wurde er in den Profikader in der 2. Bundesliga aufgenommen und kam am 4. Dezember 2021, dem 16. Spieltag, auch zu seinem ersten Einsatz im Profibereich, als er beim 1:1-Auswärtsunentschieden gegen Hansa Rostock in der 88. Spielminute für Jalen Hawkins eingewechselt wurde.
Im Sommer 2024 wechselte er zur zweiten Mannschaft der TSG 1899 Hoffenheim.

### Nationalmannschaft
Llugiqi bestritt für die U21 des kosovarischen Fußballverbandes seit dem Jahr 2023 bislang drei Länderspiele, bei denen ihm ein Tor gelang.